# Ісаєв Олександр Вікторович
Олександр Вікторович Ісаєв (8 вересня 1964, Сімферополь) — радянський та український футболіст, який грав на позиції захисника та півзахисника. Найбільш відомий за виступами у складі кременчуцького «Кременя» та шепетівського «Темпа» у вищій українській лізі.

## Клубна кар'єра
Олександр Ісаєв народився в Сімферополі. Розпочав виступи на футбольних полях у складі дублюючого складу київського «Динамо» у 1982 році, грав у дублі киян до кінця 1983 року. З 1984 року грав у складі сімферопольської «Таврії», проте цього року команда вибула з першої ліги, та розпочала виступи в другій лізі. У 1985 році «Таврія» виграла зональний чемпіонат, який одночасно давав звання чемпіона УРСР, проте команда не зуміла перемогти у перехідному турнірі, та повернутися до першої ліги. Наступного року «Таврія» зайняла лише друге місце в зональному турнірі, і після закінчення сезону Ісаєв покинув сімферопольську команду. У 1987 році футболіст грав у складі друголігового рівненського «Авангарда», а в 1988 році в складі команди другої ліги «Океан» з Керчі. У 1989 році Ісаєв грав у складі житомирського «Полісся». У 1990—1991 роках футболіст грав у складі команди буферної зони «Заря» з Бєльців.
У 1992 році Олександр Ісаєв дебютував у вищій українській лізі в складі кременчуцького «Кременя», зігравши в його складі 12 матчів. У другій половині 1992 року футболіст грав у складі команди першої ліги «Кристал» з Чорткова. Протягом 1993 року Ісаєв грав у складі команди перехідної, а потім другої ліги «Войковець» з Керчі. У 1994 році футболіст грав у складі аматорського клубу «Чайка» (Охотникове). У першій половині 1995 року Ісаєв грав у складі команди вищої ліги «Темп» з Шепетівки, а в другій половині року грав у складі команди першої ліги «Хімік» з Сєвєродонецька. З 1997 року футболіст грав у складі аматорської команди «СВХ-Даніка», з 1998 до 2002 року тренував команду. Надалі Олександр Ісаєв тренував і працював у аматорському клубі «Кафа» з Феодосії.

## Досягнення
- Переможець Чемпіонату УРСР з футболу 1985, що проводився у рамках турніру в шостій зоні другої ліги СРСР.